# Mesembrius gracinterstatus
Mesembrius gracinterstatus är en tvåvingeart som beskrevs av Huo, Ren och Zheng 2007. Mesembrius gracinterstatus ingår i släktet Mesembrius och familjen blomflugor. Inga underarter finns listade i Catalogue of Life.